# سیارک ۴۶۲

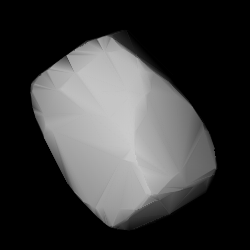
مدل سه‌بُعدی سیارک ۴۶۲ بر طبق منحنی نور آن

سیارک ۴۶۲ (به انگلیسی: 462 Eriphyla، نامگذاری:1900FQ) چهارصد و شصت و دومین سیارک کشف شده‌است که در ۲۲ اکتبر ۱۹۰۰ و در هایدلبرگ کشف شد.
قدر مطلق سیارک برابر ۹٫۲۳ است.